# Ptialisme
Ptialisme, sialisme, hipersialosi o ptialorrea és un terme medical per a indicar la secreció salival exagerada.
Es un símtoma –en humans com en bestiam– entre d'altres d'intoxicació per l'inspiració de gasos mercúrics (molt comú en treballadors de les mines) o per la consumició de baies i fulles de cèstrum groc i altres espècies de cèstrum. o com a reacció adversa de medicaments tals com aripiprazol, clozapina, pilocarpina, ketamina, clorat de potassi, risperidona i piridostigmina. També pot ser provocat per mercuri i els seus composts, coure, organofosfats, arsènic, nicotina i tal·li o com a reacció al al·lergogens de la processionària del pi.